# Guinea Ecuatorial en los Juegos Olímpicos de la Juventud 2018
Guinea Ecuatorial compitió en los Juegos Olímpicos de la Juventud 2018 en Buenos Aires, Argentina, celebrados entre el 6 y el 18 de octubre de 2018. Su delegación estuvo conformada por tres atletas en dos disciplinas deportivas y no pudo obtener medallas en los juegos.

## Medallero
| Medalla       | Oro | Plata | Bronce | Total |
| ------------- | --- | ----- | ------ | ----- |
| Total oficial | 0   | 0     | 0      | 0     |

## Atletismo
Eventos de pista
| Atleta          | Evento         | Inicial   | Inicial | Semifinal | Semifinal | Final     | Final     |
| Atleta          | Evento         | Resultado | Ranking | Resultado | Ranking   | Resultado | Ranking   |
| --------------- | -------------- | --------- | ------- | --------- | --------- | --------- | --------- |
| Érica Mouwangui | 100 m femenino | 13.76     | 7       | No avanzó | No avanzó | No avanzó | No avanzó |

## Natación

### Masculino
| Atleta      | Evento     | Inicial | Inicial | Semifinal | Semifinal | Final     | Final     |
| Atleta      | Evento     | Tiempo  | Ranking | Tiempo    | Ranking   | Tiempo    | Ranking   |
| ----------- | ---------- | ------- | ------- | --------- | --------- | --------- | --------- |
| Andrés Akue | 50 m libre | 32.61   | 5       | No avanzó | No avanzó | No avanzó | No avanzó |
| Andrés Akue | 50 m pecho | 44.81   | 3       | No avanzó | No avanzó | No avanzó | No avanzó |

### Femenino
| Atleta      | Evento     | Inicial | Inicial | Semifinal | Semifinal | Final     | Final     |
| Atleta      | Evento     | Tiempo  | Ranking | Tiempo    | Ranking   | Tiempo    | Ranking   |
| ----------- | ---------- | ------- | ------- | --------- | --------- | --------- | --------- |
| Rita Ekomba | 50 m pecho | 49.28   | 7       | No avanzó | No avanzó | No avanzó | No avanzó |
| Rita Ekomba | 50 m libre | 42.22   | 4       | No avanzó | No avanzó | No avanzó | No avanzó |